# 遠州の熊野三山
遠州(の)熊野三山（えんしゅう(の)くまのさんざん）は、静岡県掛川市と御前崎市に存在する三熊野神社・小笠神社・高松神社の総称である。

## 概要
これら三社には、「文武天皇の皇后・藤原宮子（藤原不比等の長女）が、後の聖武天皇を懐妊した際、崇敬する熊野三山に、「安産できたなら、東国に新たな熊野三社を造る」と安産祈願をし、それが成就したので、大宝元年（701年）頃からその誓約が実行に移され、これら三社が創建された」といった由緒が共有されており、それに因んで「遠州の熊野三山」と総称されるようになった。
その歴史的価値が認められ、これら三社は旧社格では、全て県社に列格されている。

## 構成
- 小笠神社（那智社）
- 三熊野神社（熊野本宮）
- 高松神社（熊野新宮）